# Третьяков, Валерий Михайлович (генерал-майор)
Валерий Михайлович Третьяков (5 сентября 1944, Омск — 13 октября 2020, Челябинск) — сотрудник органов госбезопасности, народный депутат Верховного Совета Казахской ССР XII созыва (1990–1991), генерал-майор.

## Биография
Валерий Михайлович Третьяков родился 5 сентября 1944 года в городе Омске Омской области. Отец, Михаил Иванович Третьяков, работал на строительстве особых объектов, с 1950 года работал в Комитете государственной безопасности СССР, генерал-майор (1974).
В 1967 году окончил Курганский машиностроительный институт.
В 1968–1970 годах работал на Курганском заводе колесных тягачей им. Д.М. Карбышева: мастер, начальник участка, заместитель начальника цеха.
В 1970–1988 годах – оперуполномоченный, старший оперуполномоченный, заместитель начальника отдела, начальник отдела Управления Комитета государственной безопасности СССР по Пермской области.
С 1988 года — заместитель начальника, в 1989—1991 годах — начальник 2-го управления КГБ Казахской ССР (контрразведка).
В 1990–1991 годах — народный депутат Верховного Совета Казахской ССР XII созыва, избран от Алатауского избирательного округа.
С 22 декабря 1991 по 1999 год – начальник Управления Министерства безопасности и внутренних дел Российской Федерации (затем Министерства безопасности Российской Федерации, Федеральной службы контрразведки Российской Федерации, Федеральной службы безопасности Российской Федерации) по Челябинской области. За время работы Третьякова УФСБ удалось развернуть настоящую судебную войну и против местного УВД, работников которого обвиняли в злоупотреблении служебным положением. В 1998 году Челябинским УФСБ было опубликовано обращению к населению. В документе были названы три группы виновных в разразившемся кризисе: во-первых, зарубежные корпорации; во-вторых, отечественные директора, ставшие марионетками в руках иностранцев; наконец, «талантливые в профессиональном отношении реформаторы, в погоне за деньгами утратившие нравственность и мораль».
В январе 2000 года возглавил Челябинскую областную организацию партии «Единство» .
С 8 августа 2000 по март 2009 года — главный федеральный инспектор по Челябинской области Аппарата полномочного представителя Президента Российской Федерации по Уральскому федеральному округу. 
С 27 марта 2009 по апрель 2010 года — помощник Губернатора Челябинской области, курировал вопросы борьбы с коррупцией.
Валерий Михайлович Третьяков скончался 13 октября 2020 года от пневмонии в ковидном госпитале города Челябинска Челябинской области.

## Награды
- Орден Почёта, 1997 год

## Семья
Жена Людмила Владимировна, экономист; дочь Елена.